# Chaetocarpus cordifolius
Chaetocarpus cordifolius là một loài thực vật có hoa trong họ Peraceae. Loài này được (Urb.) Borhidi mô tả khoa học đầu tiên năm 1979.